# RFL Championship 1965-66
El Championship de 1965-66 fue la 71.º edición del torneo de rugby league más importante de Inglaterra.

## Formato
Los equipos se enfrentaron en formato de todos contra todos, los primeros 16 equipos clasificaron a postemporada.
Se otorgaron 2 puntos por cada victoria, 1 por el empate y 0 por la derrota.

## Desarrollo

### Tabla de posiciones
| Pos. | Equipo               | Encuentros | Encuentros | Encuentros | Encuentros | Puntos |
| Pos. | Equipo               | PJ         | PG         | PE         | PP         | Puntos |
| ---- | -------------------- | ---------- | ---------- | ---------- | ---------- | ------ |
| 1    | St Helens RFC        | 34         | 28         | 1          | 5          | 57     |
| 2    | Swinton Lions        | 34         | 27         | 1          | 6          | 55     |
| 3    | Wigan Warriors       | 34         | 27         | 0          | 7          | 54     |
| 4    | Wakefield Trinity    | 34         | 25         | 2          | 7          | 52     |
| 5    | Castleford Tigers    | 34         | 23         | 3          | 8          | 49     |
| 6    | Leeds Rhinos         | 34         | 24         | 0          | 10         | 48     |
| 7    | Bradford Northern    | 34         | 21         | 1          | 12         | 43     |
| 8    | Workington Town      | 34         | 21         | 1          | 12         | 43     |
| 9    | Oldham RLFC          | 34         | 20         | 3          | 11         | 43     |
| 10   | Halifax RLFC         | 34         | 21         | 0          | 13         | 42     |
| 11   | Huddersfield Giants  | 34         | 20         | 0          | 14         | 40     |
| 12   | Hull Kingston Rovers | 34         | 20         | 0          | 14         | 40     |
| 13   | Hull FC              | 34         | 20         | 0          | 14         | 40     |
| 14   | Widnes Vikings       | 34         | 17         | 0          | 17         | 34     |
| 15   | Featherstone Rovers  | 34         | 17         | 0          | 17         | 34     |
| 16   | Warrington Wolves    | 34         | 16         | 1          | 17         | 33     |
| 17   | Hunslet FC           | 34         | 15         | 2          | 17         | 32     |
| 18   | Salford Red Devils   | 34         | 15         | 1          | 18         | 31     |
| 19   | Keighley Cougars     | 34         | 15         | 0          | 19         | 30     |
| 20   | Leigh Centurions     | 34         | 14         | 1          | 19         | 29     |
| 21   | Barrow Raiders       | 34         | 13         | 1          | 20         | 27     |
| 22   | Bramley RLFC         | 34         | 12         | 2          | 20         | 26     |
| 23   | York FC              | 34         | 11         | 0          | 23         | 22     |
| 24   | Dewsbury Rams        | 34         | 10         | 1          | 23         | 21     |
| 25   | Rochdale Hornets     | 34         | 10         | 0          | 24         | 20     |
| 26   | Liverpool Stanley    | 34         | 9          | 2          | 23         | 20     |
| 27   | Blackpool Borough    | 34         | 9          | 1          | 24         | 19     |
| 28   | Batley Bulldogs      | 34         | 6          | 2          | 26         | 14     |
| 29   | Doncaster RLFC       | 34         | 6          | 0          | 28         | 12     |
| 30   | Whitehaven RLFC      | 34         | 4          | 2          | 28         | 10     |

|  | Clasificados a postemporada. |

### Postemporada

#### Octavos de final
| 1966 | St Helens | 35 - 7 | Warrington |  |  |

| 1966 | Workington | 6 - 7 | Oldham |  |  |

| 1966 | Castleford | 10 - 13 | Hull KR |  |  |

| 1966 | Wakefield | 36 - 6 | Hull |  |  |

| 1966 | Wigan | 27 - 10 | Widnes |  |  |

| 1966 | Leeds | 19 - 7 | Huddersfield |  |  |

| 1966 | Bradford | 7 - 21 | Halifax |  |  |

| 1966 | Swinton | 43 - 2 | Featherstone Rovers |  |  |

#### Cuartos de final
| 1966 | St Helens | 15 - 10 | Oldham |  |  |

| 1966 | Hull KR | 10 - 9 | Wakefield |  |  |

| 1966 | Wigan | 22 - 5 | Leeds |  |  |

| 1966 | Halifax | 33 - 2 | Swinton |  |  |

#### Semifinal
| 1966 | St Helens | 14 - 6 | Hull KR |  |  |

| 1966 | Wigan | 12 - 25 | Halifax |  |  |

#### Final
| 28 de mayo de 1966 | St Helens RFC | 35 - 12 | Halifax RLFC | Station Road, Mánchester |  |

| Bandera de Inglaterra |
| Campeón St Helens RFC |
| Cuarto título         |